# Okroug urbain de Svetlogorsk
L'okroug urbain de Svetlogorsk (en russe : Светлогорский городской округ), est un 
okroug urbain russe de l'oblast européen enclavé de Kaliningrad, dont le centre administratif est la ville touristique de Svetlogorsk. En tant que division administrative, l'okroug s'appelle la ville d'importance régionale de Svetlogorsk (en russe : город областного значения Светлогорск). Le service fédéral des statistiques lui attribue le code OKATO 27 420 et son code postal est le 238563.
Située en péninsule de Sambie, il occupe une étroite bande côtière sur toute la façade nord de la péninsule, baignée par la mer Baltique. Formée en 2018, il est l'héritier de diverses subdivisions remontant à 1947, deux ans après que ce qui est devenu l'oblast de Kaliningrad ait été annexé à l'Union Soviétique au sein de la RSFS de Russie suivant la conférence de Potsdam. Auparavant, la région était une partie de l'arrondissement de Fischhausen en province de Prusse-Orientale au sein du royaume de Prusse puis de l'Empire allemand. Entre 2007 et 2018, l'endroit était le raïon de Svetlogorsk.
En 2023, la subdivision comptait 20 105 habitants, en augmentation depuis les années 2010 grâce à ses soldes migratoire positifs. Son économie est tournée vers le tourisme balnéaire, l'okroug possédant de belles plages le long de sa côte, dont son centre administratif Svetlogorsk, station balnéaire et thermale d'importance fédérale, toit comme le village d'Otradnoïe. Son patrimoine est riche, datant de l'époque prussienne, avec de belles bâtisses, gares, son phare au cap Taran, ou le château d'eau de Rauschen. Au total, c'est 93 objets patrimoniaux culturels qui sont recensés sur son territoire, pourtant si petit. Ainsi, l'okroug, grâce à ses atouts, a reçu plus de 600 000 touristes, la classant comme 10e station balnéaire de toute la Russie.

## Géographie

### Situation
L'okroug urbain fait partie de l'oblast de Kaliningrad, une enclave de la Russie. Il est limitrophe du raïon de Zelenogradsk, sur presque l'ensemble de sa frontière terrestre, mis à part à l'extrême oriental où il borde sur quelques centaines de mètres à peine le petit l'okroug urbain de Pionerski. À l'extrême-ouest, le cap Taran, ainsi que sur toute sa partie nord, il est baigné par la mer Baltique.
L'okroug urbain de Svetlogorsk, qui a une forme de ligne s'étirant sur le littoral septentrional de la péninsule de Sambie, a une superficie de 31,16 km2, ce qui en fait la quatrième plus petite subdivision de l'oblast, seulement dépassés par les okrougs de Ladouchkine, Iantarny et par celui de Pionerski. Sa superficie compose à peine 0,22 % de celle de l'oblast. La surface couverte de forêts est de 487 hectares, celles des plans d'eau de 7 hectares. La longueur de son littoral est elle de 15 km.

Il est drainé par de quelques petits cours d'eau et lacs, qui se jettent rapidement dans la mer. Le plus grand cours d'eau est la Svetlogorka (ru), long d'à peine 14 km au total, qui prend sa source dans le raïon de Zelenogradsk voisin pour se jeter à Svetlogorsk après avoir traversé cette ville-ci. La seule étendue d'eau notable est le lac Tikhoïe (ru), traversée par la Svetlogorka, dans la ville de Svetlogorsk, d'une superficie de 0,07 km2.

Paysages de l'okroug :
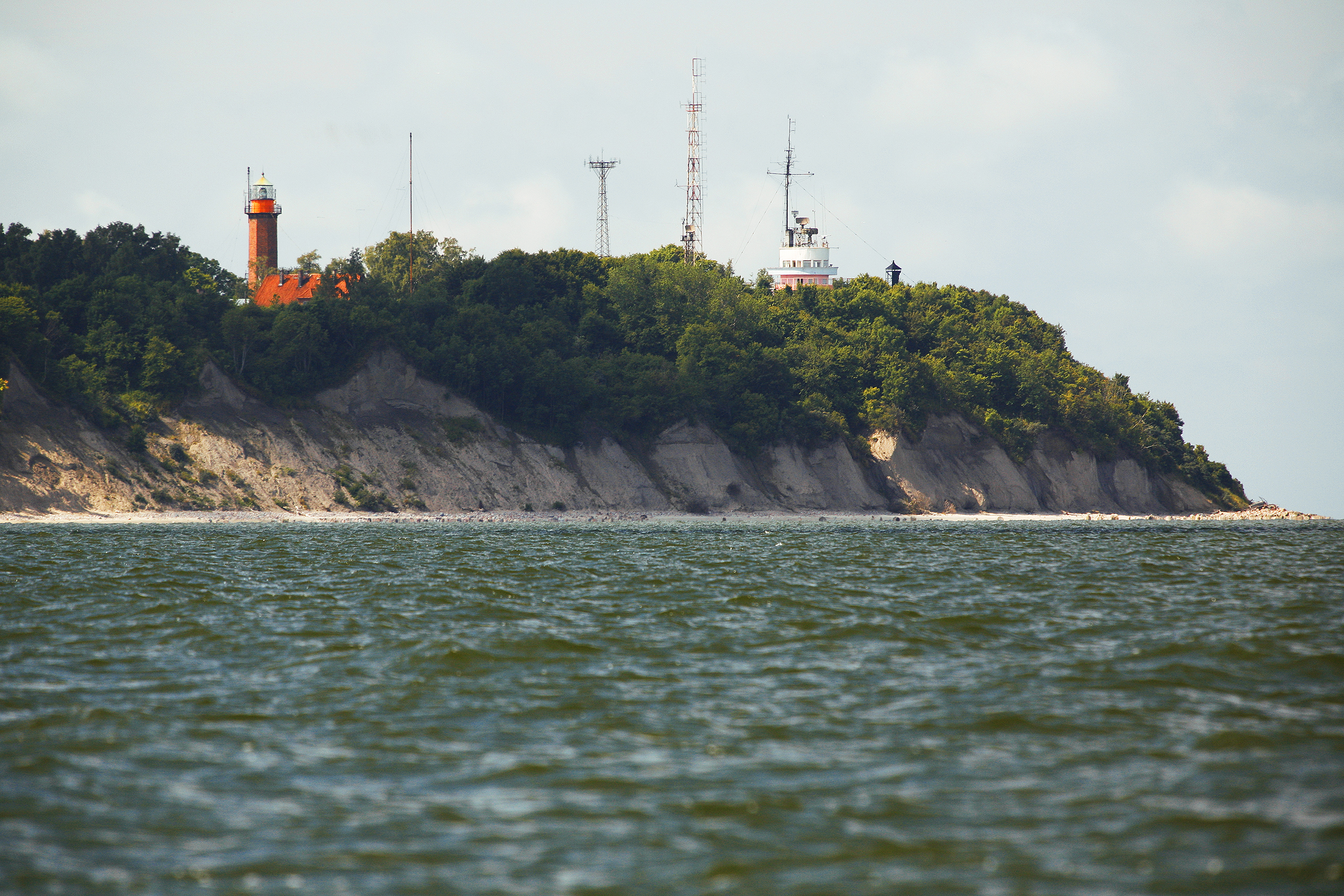
Cap de Taran à l'extrême-ouest.
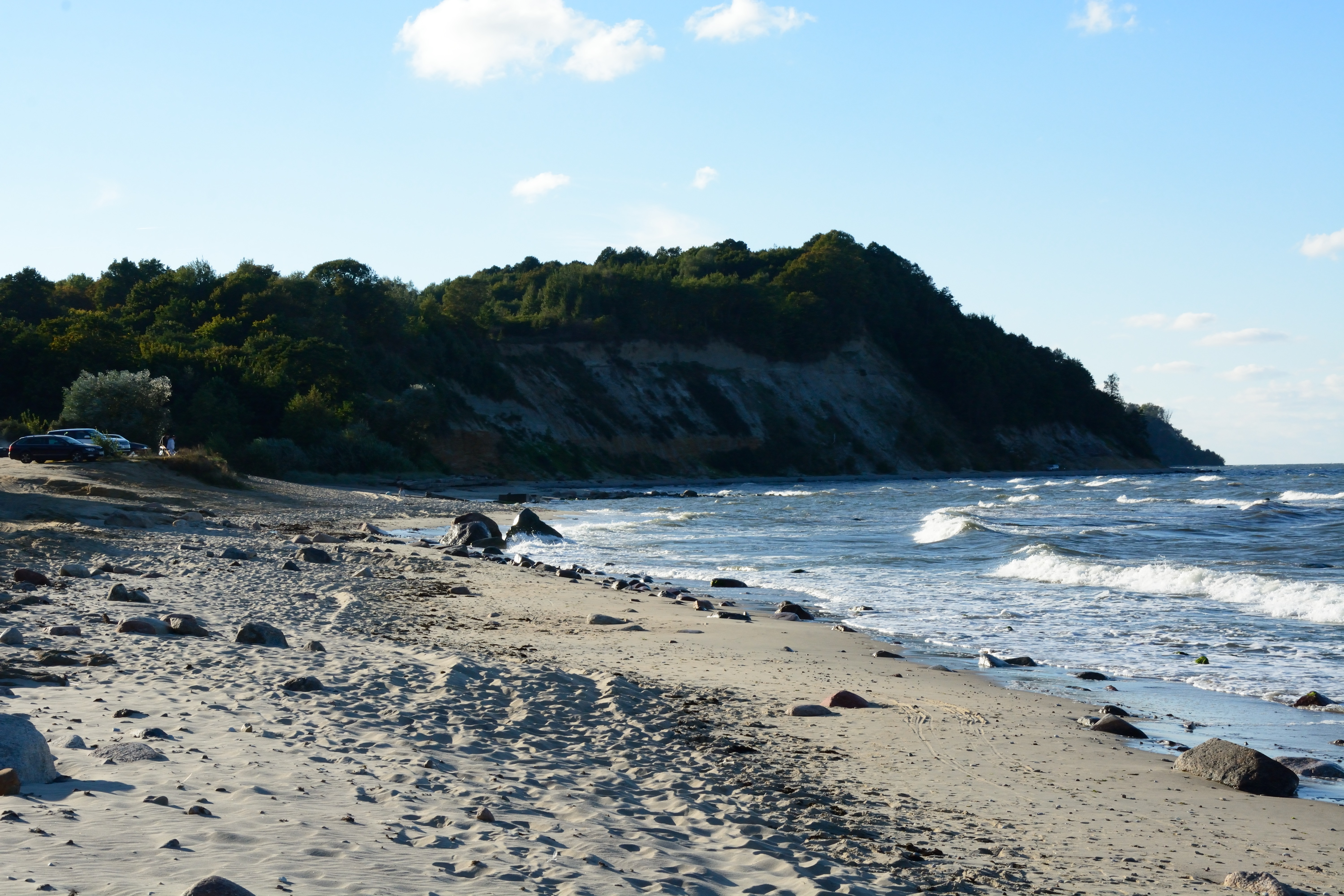
Plage à Mologvardeïskoïe.
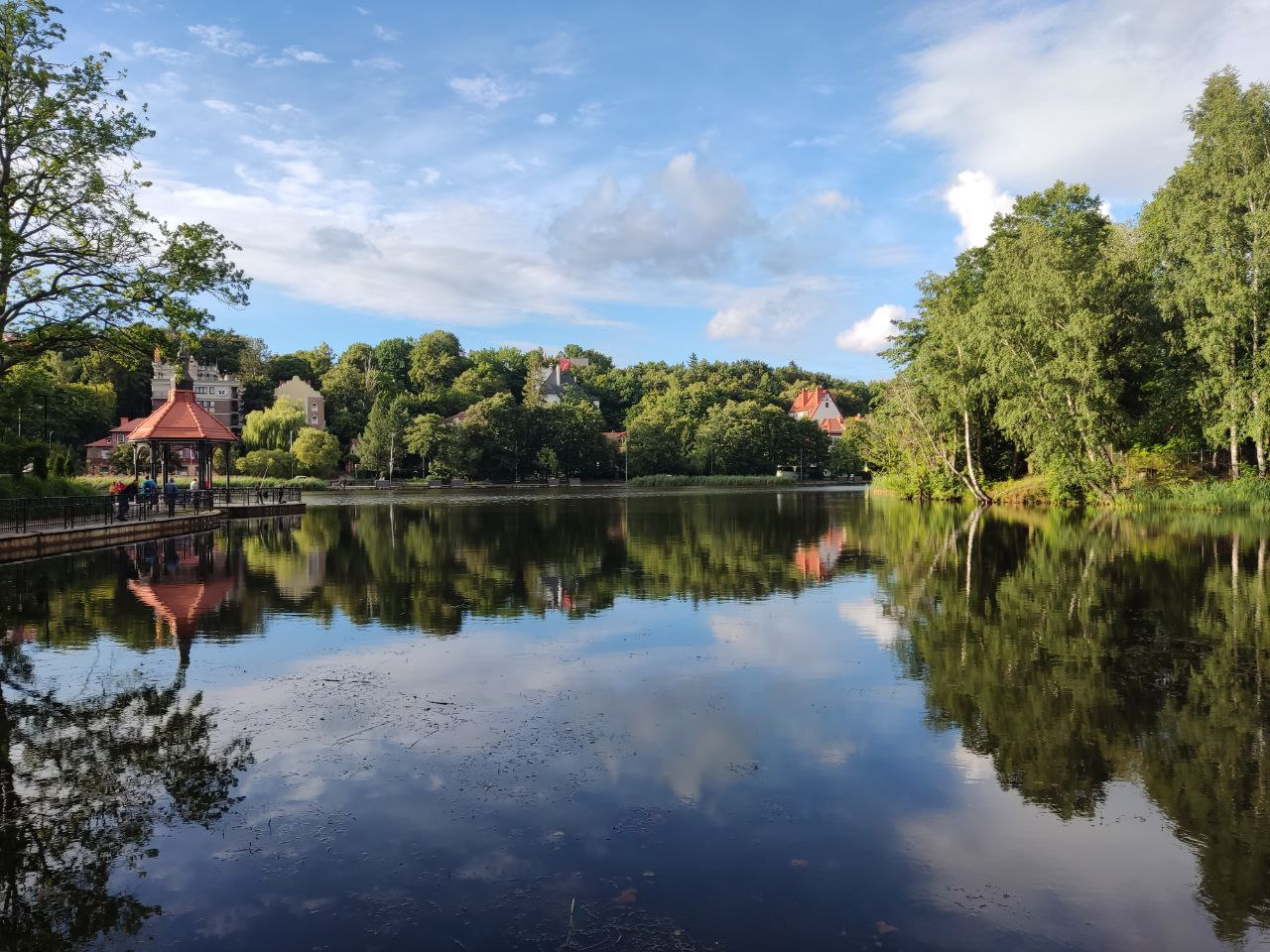
Lac Tikhoïe.
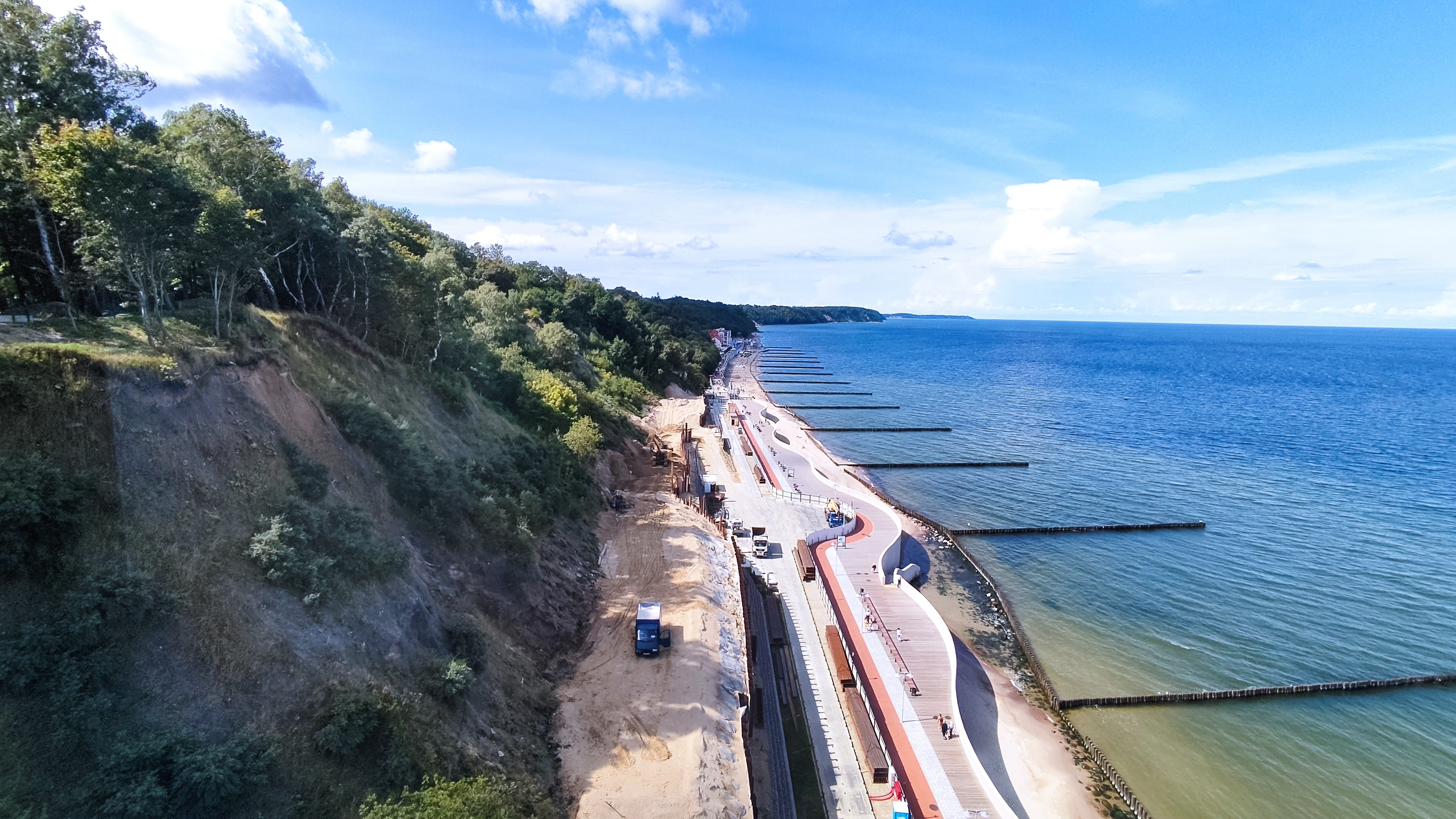
Plage et promenade de Svetlogorsk.

### Climat
L'okroug est à la limite entre le climat océanique et le climat tempéré continental. Le mois le plus chaud de l'année est juillet avec une température moyenne de +17 °C tandis que le mois le plus froid est janvier avec une température moyenne de +4 °C. L'été est ainsi moyennement chaud, et l'hiver doux. Les précipitations sont d'environ 800 mm annuellement.
Le nombre d'heures d'ensoleillement est de 2 000 heures par an en moyenne. La saison de baignade s'étant elle de la mi-juin à la mi-août, en en hiver la mer ne gèle pas.

### Faune et flore
Bien que petits, la nature reste néanmoins très présente, même en ville, avec les très nombreux arbres. La surface totale couverte par les forêts est de 487 hectares, surtout vers Lesnoïe (Warnicken) et Otradnoïe (Georgenswalde). Par ailleurs « Les » et « walde » veulent dire forêts, respectivement en russe et en allemand.
Les forêts mixes de conifères et de feuillus sont celles représentées dans l'okroug. Les principaux conifères sont les pins, épicéas, tandis que pour les feuillus ce sont les aulnes, bouleaux, chênes, érables, frênes, tilleuls et trembles. L'on retrouve aussi un certain nombre de hêtres et de charmes. Enfin, les arbres fruitiers sont représentés par des cerisiers, pommiers, poiriers, pruniers et pruniers-cerise.
Chez les arbustes, on trouve de l'aubépine, de l'argousier, du chèvrefeuille, divers types de groseilliers, du lilas commune et des noisetiers. Quant aux herbes, il y a des bourses à pasteur, de la Capsella, du lupin, de la menthe, de l'oseille des bois, de la prêle des champs, du sétaire, du trèfle blanc et du trèfle rougeâtre ainsi que d'autres.
Sinon, l'on trouve du millepertuis, de l'achillée millefeuille, de la chicorée, de l'origan, du plantain, de la camomille, du renouée, du renouée à petits fruits, des bardanes, de l'ortie, du rosier sauvage, du mûrier, du sorbier, du viorne, diverses plantes parapluies. Les forêts sont riches en baies, avec les myrtilles, framboises et mûres.
Concernant la faune, on retrouve des blaireaux, des castors, des chevreuils, des daims, des lièvres, des renards, des taupes, des sangliers, des wapitis et autres. Pour la faune aviaire, il y a des aigles royaux, chouettes, grives, moqueurs, et pics, ainsi que des oiseaux aquatiques comme le canard, le cygne, l'oie ou la sarcelle.

## Histoire

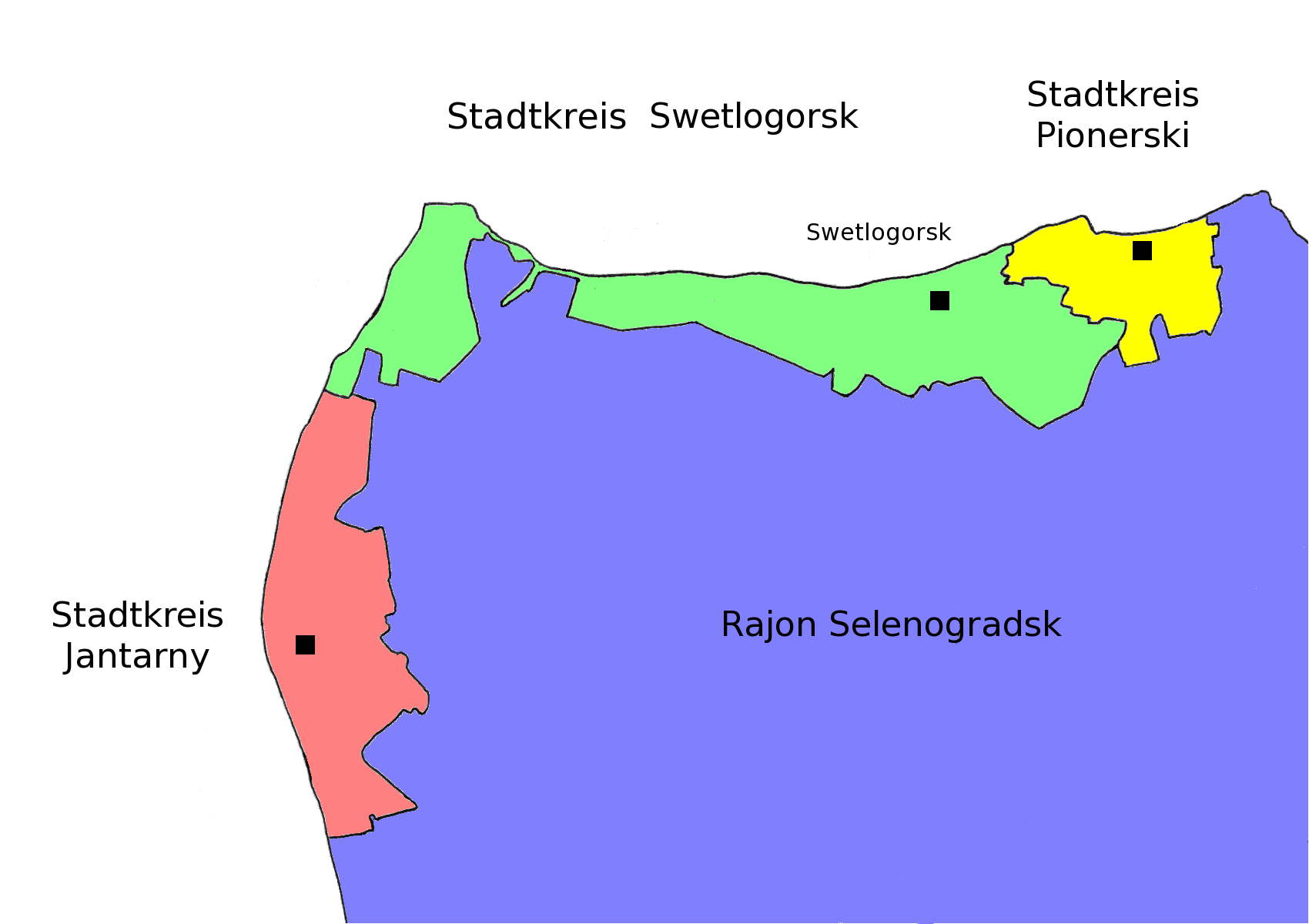
Subdivisions actuelle dans le nord-ouest de la Sambie. En vert l'okroug.

La ville de Svetlogorsk (Rauschen avant 1947) a été séparée de ce qui était alors le raïon de Primorié le 25 juillet 1947 en tant que ville sans raïon administrée par un soviet municipal. Le 12 janvier 1965, la ville de Pionerski (anciennement Neukuhren) et les soviets des communes urbaines de Primorié (anciennement Groß Kuhren) et Iantarny (anciennement Palmnicken) ont également été placés sous le soviet de la ville de Svetlogorsk (alors appelé Svetlogorsk Kurort-Zone Industrielle, en russe : Светлогорская курортно-промышленная зона). Le 22 mars 1993, la ville de Pionerski se détache de cette association et devient sa propre subdivision au sein de l'oblast.
Le 15 avril 1994, l'association (résiduelle) a été transformée en okroug urbain de Svetlogorsk. En 1998 et 1999, les unités autonomes municipales « commune urbaine de Iantarny » et « établissement urbain de Svetlogorsk » ont été formées sur le territoire de l'okroug urbain de Svetlogorsk.
En 2004, l'autorité locale autonome « commune urbaine de Iantarny »  a reçu le statut d'établissement urbain, et en 2007 l'unité d'autorité locale autonome Okroug urbain de Svetlogorsk a reçu le statut de raïon municipal, appelé raïon de Svetlogorsk; dans celui-ci, l'autonomie locale a été étendue au niveau local et aux trois municipalités urbaines de Donskoïe, Primorié et Svetlogorsk.
En 2010, le raïon de Svetlogorsk a également été établi administrativement et territorialement et en même temps le détachement administratif et territorial de l'okroug urbain de Iantarny a eu lieu.
En 2018, l'autonomie locale du raïon de Svetlogorsk a été réorganisée en okroug urbain. Fin 2019, l'okroug urbain a récupéré les compétences municipales, lorsque les municipalités de Donskoïe, de Primorié et de Svetlogorsk ont été dissoutes, et à place d'être un raïon du point de vue administratif, il est devenu une ville d'importance régionale,.

## Politique et administration

### Administration et budget
Au 1er août 2023, l'okroug urbain est dotée d'une assemblée législative, qui existe depuis la formation de celui-ci en 2018. Cette assemblée, ayant ainsi pris ses fonctions pour la première fois le 17 septembre 2018, est dotée d'un président, et elle est élue tous les 5 ans par la population de l'okroug. Cette assemblée, nommée le conseil des députés, élit aussi le chef de l'administration, qui possède le pouvoir exécutif dans l'okroug. Il est lui aussi élu tous les cinq ans. L'assemblée est composé de 15 députés,.
Les recettes budgétaires de l'okroug urbain en 2019 s'élevaient à 1 168 254 000 roubles, soit 72 % des affectations budgétaires annuelles et 176 % des recettes de 2018.
Le budget de l'okroug en 2019 a été exécuté sur 20 programmes municipaux. Le budget s'est élevé à 1 089,2 millions de roubles. Les domaines de dépenses hors programme ont été exécutés à 84% et en termes absolus se sont élevés à 37,5 millions de roubles. À la suite de l'exécution du budget de l'okroug pour 2019, il y a eu un excédent à hauteur de 41,5 millions de roubles. Les dettes de l'okroug envers le budget de l'oblast ont diminué de 2,2 millions de roubles, et sur les emprunts commerciaux ont augmenté de  25,0 millions de roubles. Au 1er janvier 2020, les dettes s'élevaient à hauteur de 26,5 millions de roubles, soit un faible niveau d'endettement.

#### Anciennes municipalités
Entre 2007 et 2018, trois municipalités se situaient au sein de l'okroug urbain de Svetlogorsk, jusqu'à leurs dissolutions en 2018.
| Municipalités (2007-2018) | Municipalités (2007-2018)             | Municipalités (2007-2018)       | Municipalités (2007-2018) | Municipalités (2007-2018) | Municipalités (2007-2018) | Municipalités (2007-2018) |
| N°                        | Municipalités                         | Nom russe                       | Population 2017           | Superficie (km2)          | Centre administratif      | Localités                 |
| Établissement urbain      | Établissement urbain                  | Établissement urbain            | Établissement urbain      | Établissement urbain      | Établissement urbain      | Établissement urbain      |
| ------------------------- | ------------------------------------- | ------------------------------- | ------------------------- | ------------------------- | ------------------------- | ------------------------- |
| 1                         | Établissement urbain de Donskoïe (ru) | Городское поселение Донское     | 2810                      | 8,20                      | Donskoïe (ru)             | 4                         |
| 2                         | Établissement urbain de Primorié (ru) | Городское поселение Приморье    | 1318                      | 4,07                      | Primorié (ru)             | 2                         |
| 3                         | Ville de Svetlogorsk                  | Городское поселение Светлогорск | 13 030                    | 20,89                     | Svetlogorsk               | 1                         |

### Élections municipales de 2018

Douma depuis 2018 de l'okroug.

Lorsque l'okroug urbain a été formé pour succéder au raïon, des élections pour élire la douma de l'okroug furent convoquées, qui eurent lieu début septembre 2018 lors des élections infranationales de cette année-là. Quinze postes étaient à pourvoir, et 54 candidats se présentèrent pour briguer l'un des dix sièges. Parmi eux, il y avait 15 candidats de Russie unie, 15 candidats du LDPR, 12 candidats du Parti communiste de la justice sociale, 5 indépendants, 5 du Parti communiste de la fédération de Russie ainsi que deux de Russie juste. 80 % des candidats étaient des hommes, et les candidats aveint un âge moyen de 47 ans.
C'est ainsi que se tinrent des élections le 9 septembre 2018. Le nombre total d'électeurs est de 13 348 personnes dans l'okroug, et seulement 3 576 personnes se sont rendues aux urnes, soit un taux de participation d'à peine 27 %. Le résultat fut simple, étant donné que Russie unie rafla les quinze sièges qui étaient à pourvoir. Les prochaines qui se dérouleront seront lors des élections infranationales russes de 2023 en septembre.

### Chefs de l'administration locale
- 1994–1996: Sergueï Alexandrovitch Roudobelez (Сергей Александрович Рудобелец) ;
- 1996–2000: Vladimir Alexeïevitch Chiïanow (Владимир Алексеевич Шиянов) [21];
- 2000–2004: Valeri Leonidovitch Alexeïev (Валерий Леонидович Алексеев) ;
- 18 décembre 2004 – 24 janvier 2007[22]: Oleg Kazimirovitch Vernikovski (Олег Казимирович Верниковский) [23];
- 24 janvier 2007 – 27 août 2009: Sergueï Alexandrovitch Roudobelez (Сергей Александрович Рудобелец)[24];
- 27 août 2009 – 25 octobre 2012: Igor Fiodorovitch Partouleïev (Игорь Фёдорович Партулеев) [25];
- 25 octobre 2012 – 17 juillet 2013: Roman Vladimirovitch Skidan (Роман Владимирович Скидан)[26];
- 17 juillet 2013 – 23 septembre 2013: Vladimir Vladimirovitch Bondarenko (Владимир Владимирович Бондаренко)[27];
- 23 septembre 2013 – 22 mars 2016 : Garri Mitevitch Goldman (Гарри Митевич Гольдман)[28];
- 22 mars 2016 – 17 septembre 2018: Vladimir Vladimirovitch Bondarenko (Владимир Владимирович Бондаренко)[27];
- Depuis le 17 septembre 2018: Andrei Viktorovitch Mokhnov (Андрей Викторович Мохнов)[29].

## Population et société

### Démographie
La démographie de la division est assez stable, et tend par ailleurs depuis 2010 à remonter continuellement. En 2019, la situation démographique était de 230 décès, ainsi que de 157 naissances. Le déclin naturel était de −73 personnes. Mais le nombre d'arrivés s'est lui élevé cette année-là à 1 140 personnes. La migration est la cause de l'augmentation démographique dans cette région balnéaire. Concernant la division population urbaine / population rurale, il y a une augmentation conséquente entre 2015 et 2021 lorsque les communes urbaines de Donskoï et de Primorié ont été reclassifiés en possoliok, un statut de localité rurale.
Recensements et estimations de la population depuis sa formation dans les années 1990,:
| 2002*  | 2010*  | 2011   | 2012   | 2013   |
| ------ | ------ | ------ | ------ | ------ |
| 21 407 | 14 875 | 14 914 | 15 080 | 15 208 |

| 2014   | 2015   | 2016   | 2017   | 2018   |
| ------ | ------ | ------ | ------ | ------ |
| 15 629 | 16 093 | 16 500 | 17 158 | 17 840 |

| 2019   | 2020   | 2021*  | 2023   | - |
| ------ | ------ | ------ | ------ | - |
| 18 633 | 19 710 | 20 105 | 20 746 | - |

| 2002*  | 2010*  | 2015   | 2021*  | 2023   |
| ------ | ------ | ------ | ------ | ------ |
| 17 253 | 14 650 | 15 849 | 16 207 | 16 771 |

| 2002* | 2010* | 2015 | 2021* | 2023  |
| ----- | ----- | ---- | ----- | ----- |
| 4 154 | 225   | 244  | 3 898 | 3 975 |

### Localités
L'okroug urbain de Svetlogorsk est divisé en sept localités, qui n'ont aucun pouvoir administratif.
| N° | Localités               | Nom russe     | Nom allemand    | Année de fondation | Statut    | Population       | Ancienne municipalité (-2018)         |
| -- | ----------------------- | ------------- | --------------- | ------------------ | --------- | ---------------- | ------------------------------------- |
| 1  | Donskoïe (ru)           | Туркинское    | Groß Dirschkeim | 1339               | Possiolok | 2795 (en 2018)   | Établissement urbain de Donskoïe (ru) |
| 2  | Lesnoïe (ru)            | Гремячинское  | Warnicken       | 1405               | Possiolok | 221 (en 2017)    | Établissement urbain de Primorié (ru) |
| 3  | Marynskoïe (ru)         | Нестеровское  | Marscheiten     |                    | Possiolok | 15 (en 2010)     | Établissement urbain de Donskoïe (ru) |
| 4  | Maïak (ru)              | Зырянское     | Brüsterort      |                    | Possiolok | 10 (en 2010)     | Établissement urbain de Donskoïe (ru) |
| 5  | Molodogvardeïskoïe (ru) | Турунтаевское | Finken          |                    | Possiolok | 4 (en 2010)      | Établissement urbain de Donskoïe (ru) |
| 6  | Primorié (ru)           | Итанцинское   | Groß Kuhren     | 1400               | Possiolok | 1140 (en 2018)   | Établissement urbain de Primorié (ru) |
| 8  | Svetlogorsk             | Таловское     | Rauschen        | 1258               | Ville     | 16 207 (en 2023) | Ville de Svetlogorsk                  |

Les localités de Donskoïe (ru) et de Primorié (ru), qui étaient ces localités-ci des communes urbaines, ont perdu leur statut pour devenir des possiolok en décembre 2018, lorsque l'okroug urbain de Svetlogorsk fut créé,
Par ailleurs, la ville de Svetlogorsk possède deux localités au sein d'elle, localités non indépendantes, qui sont le village d'Otradnoïe (anciennement Georgenswalde) et le village de Prigorodny (ru).

## Économie
L'économie de l'okroug urbain se caractérise par l'importance du secteur tertiaire. Le département compte, outre les activités touristiques, un nombre assez élevé d'entreprises destinées aux services à la personnes, comme des banques. L'agriculture est peu presque inexistante à cause de la taille de l'okroug et l'industrie joue un rôle relativement faible.
D'après l'administration de l'okroug urbain, le salaire mensuel moyen était de 39 539,9 roubles en 2018. Le nombre d'entreprises était de 784 (hors PME), tandis que le nombre d'entrepreneurs (incluant les PME), était de 628 entreprises pour la même année.
Concernant l'industrie, il y a un dépôt de tourbe pour les boues thérapeutiques juste au sud de Svetlogorsk, seul dépôt de l'oblast entier, d'une superficie de 72 hectares. De plus, il y a de petites carrières de sable et d'argile exploitées dans les limites de l'okroug urbain.

### Tourisme
La présence de la mer Baltique sous un ciel clément a favorisé le tourisme comme activité dominante. Il constitue une ressource essentielle pour toute l'oblast de Kaliningrad, principalement auprès d'une clientèle russophone aisée. L'okroug est ainsi la 10e station balnéaire la plus importante de toute la Russie, avec plus de 600 000 touristes recensées en 2017. L'augmentation est massive, d'après l'okroug il n'y avait que 100 000 touristes l'année précédente en 2016, son statut de station balnéaire d'importance fédérale l'aidant grandement. Rien que les sanatoriums ont attiré 117 730 touristes en 2019, avec une augmentation de 13,09 % par rapport à 2017 où ils étaient 104 106 personnes.
Les principales attractions et atouts de l'okroug sont :
- de nombreux sanatoriums à travers le territoire ;
- la mer et tout son littoral de type plages, avec des promenades le long de la mer ;
- la culture locale, d'époque prussienne, qui permet de se distinguer par rapport à d'autres destinations balnéaires russes[40],[41].

On recense dans l'okroug 23 hôtels et chambres d'hôtes, pour un nombre total de 1 124 places. Il y a 8 sanatoriums, pour 2 184 places ; 5 pensions pour 558 places ; 9 campings pour 526 places ; 9 campings pour enfants (colonies de vacances par exemple) pour aussi 526 places ; 65 restaurants et cafés et encore d'autres infrastrcutures.

### Transports

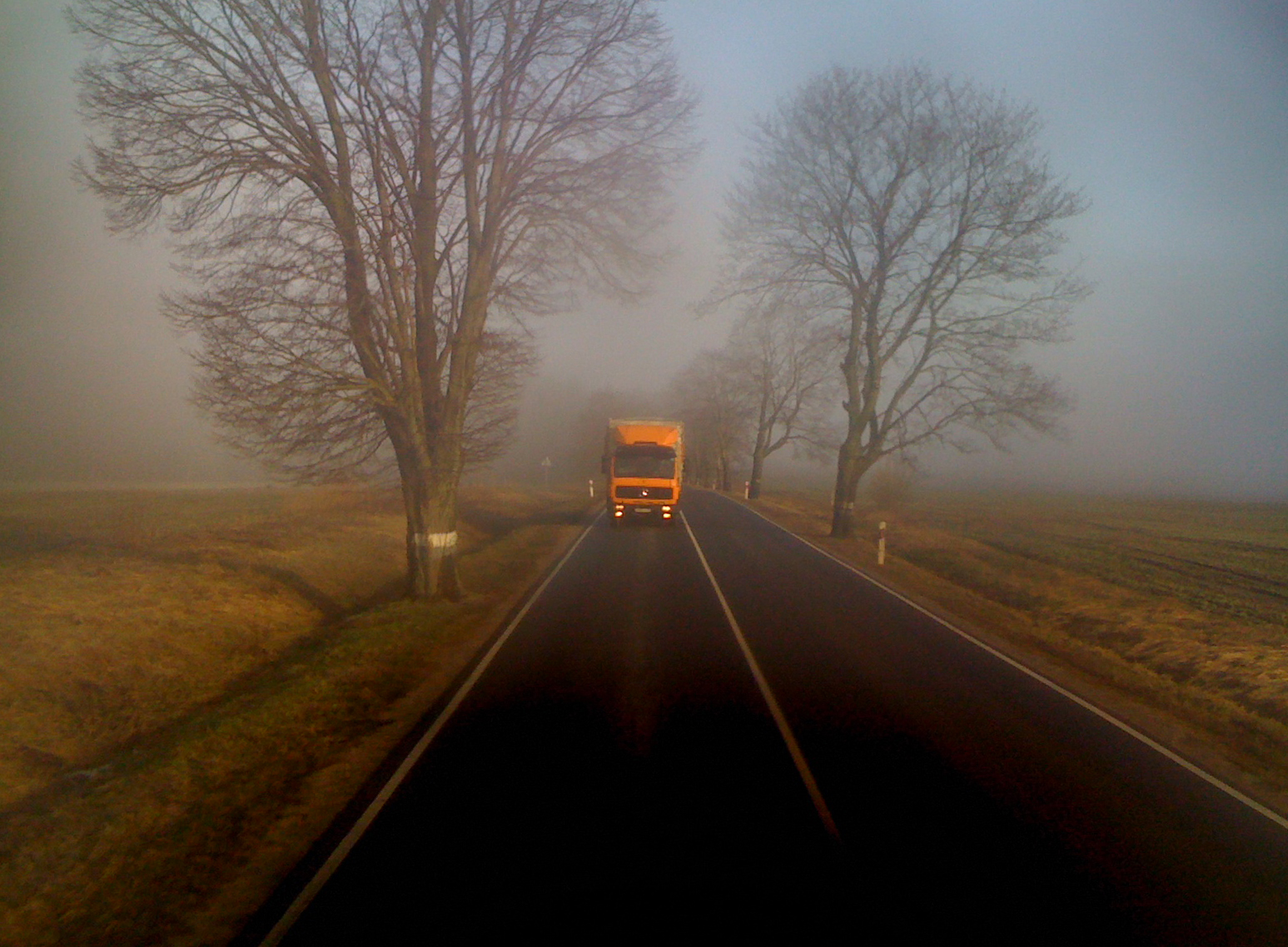
Route dans l'okroug.

Grâce à son économie, l'okroug bénéficie d'un réseau de transport de très bonne qualité, en particulier comparé à la moyenne russe. La longueur totale des routes au sein de l'okroug est de 84,4 km, pour la grande majorité composée de routes d'importance locales. Le principal axe au sein de l'okroug est sans doute la 27A-013, route allant de Romanovo (ru) dans le raïon de Zelenogradsk à Primorsk dans l'okroug urbain de Baltiïsk, où elle rejoint dans ce dernier le village la 27A-016, route régionale de Baltiïsk à Kaliningrad. Cette route qui longe la mer en Sambie passe dans l'okroug les localités de Svetlogorsok, Otradnoïe, Lesnoïe et Primorié avant de quitter l'okroug.
Par ailleurs, dans le raïon de Zelenogradsk voisin, juste au sud de Svetlogorsk, se termine depuis 2011 l'autoroute fédérale A-217, autoroute commençant à Kaliningrad, qui dessert l'aéroport Khrabrovo, la ville de Zelenogradsk et celle de Pionerski avant d'arriver dans le sud de Svetlogorsk. Par ailleurs, la route 27A-013 entre le terminus provisoire et l'entrée à Svetlogorsk a été mise en deux fois deux voies. Cette autoroute devrait être prolongée vers Iantarny, Baltiïsk et Svetly.
L'okroug, au travers de son centre administratif, possède deux gares, la gare de Svetlogorsk I (gare de Rauschen) et la gare de Svetlogorsk II (gare de Rauschen-Düne), qui sont desservies par les Chemins de fer de Kaliningrad. Sinon, 11 lignes de bus régionaux traversent l'okroug et ses localités.

## Culture locale et patrimoine

### Patrimoine

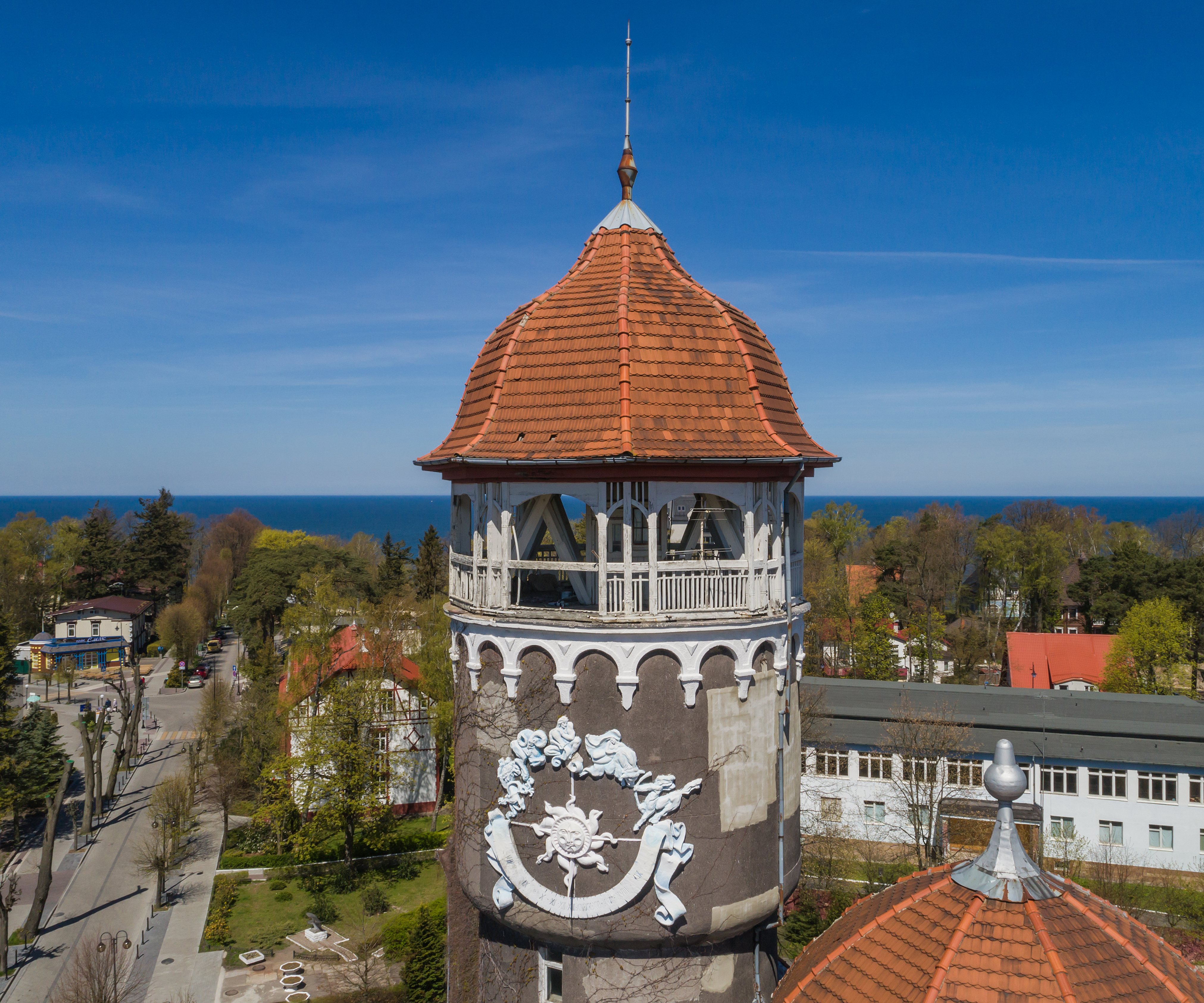
Château d'eau de Rauschen, symbole de Svetlogorsk.

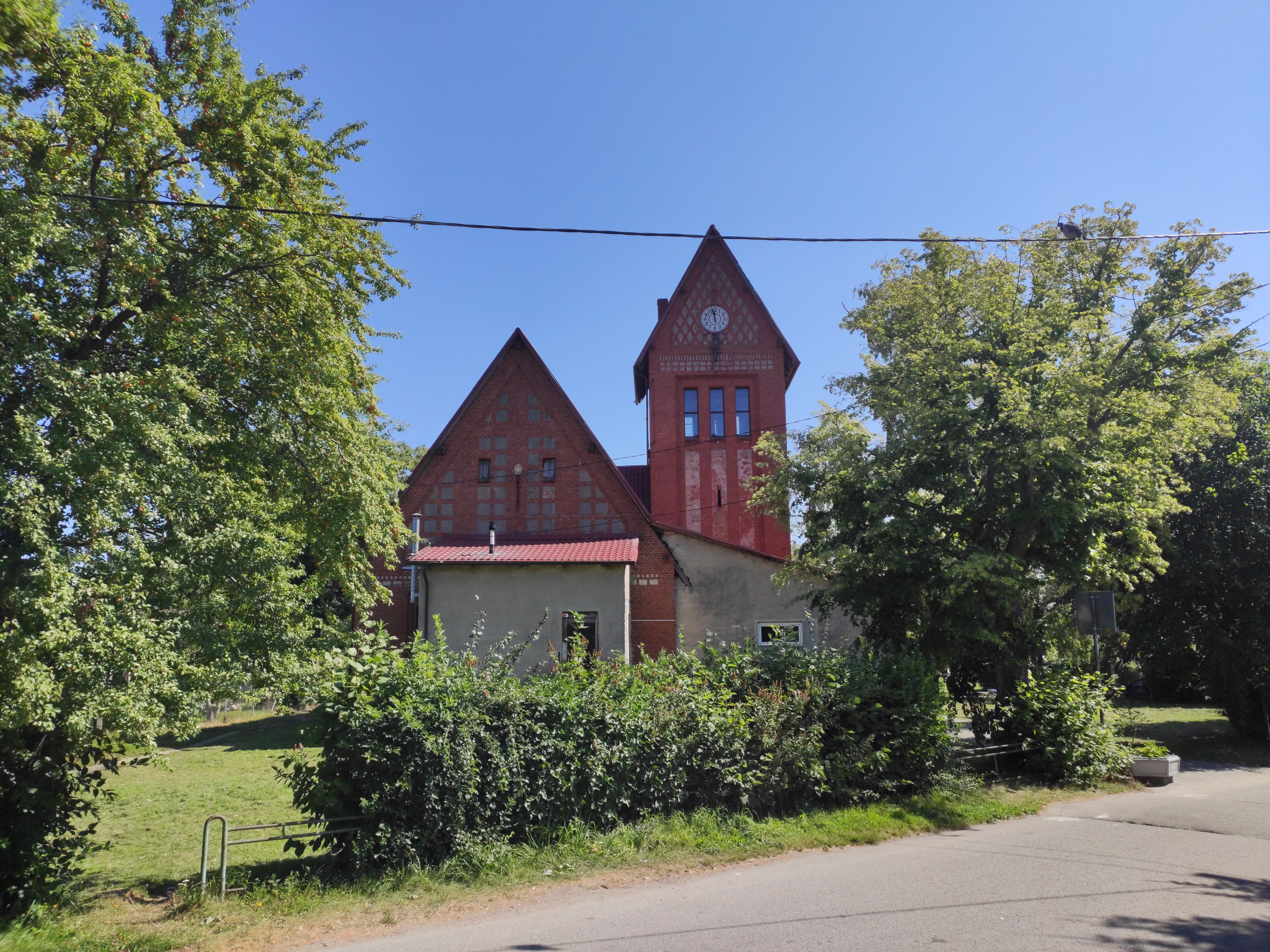
Église du village de Primorié, de 1913.

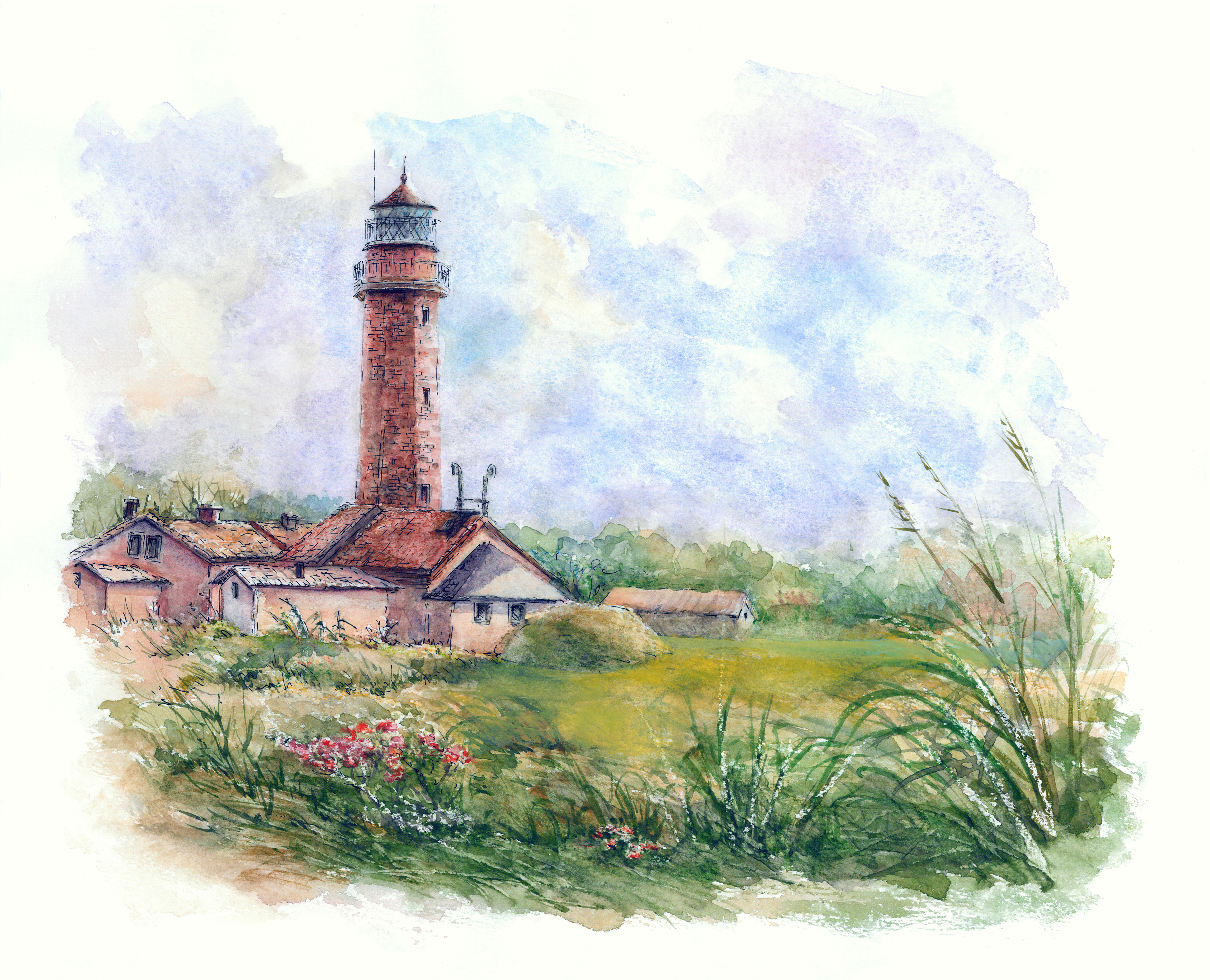
Dessin du phare de Taran, phare datant de 1846.

L'okroug urbain de Svetlogorsk, malgré sa petite taille, possède un patrimoine exceptionnellement riche et diversifié, témoignage frappant de l'époque prussienne où Rauschen et les villages alentour étaient devenus des destinations touristiques balnéaires prisées. Selon l'administration de l'okroug, il y avait en 2019 93 sites inscrits aux objets patrimoniaux culturels de Russie, la plupart d'importance locale ou la régionale. Svetlogorsk concentre l'essentiel des protections, mais les autres localités disposent tous d'au moins de quelques protections a minima. De plus, il y a 5 sites archéologiques recensés ainsi qu'un monument animalier. Cependant, deux sites sont, selon le Ministère de la Culture de la fédération de Russie et sa base, d'importance fédérale. Tout d'abord, il y a le cimetière de Svetlogorsk-Selski, depuis 1991, et ensuite il y a les restes archéologiques de la ville médiévale, aussi classée depuis 1991.
Le patrimoine prussien de la région se retranscrit au travers de l'architecture. La région ayant été à l'écart des combats pendant la Seconde Guerre mondiale, elle a pu conserver son patrimoine unique. L'architecture peut être néo-gothique, comme avec l'église de Rauschen construite entre 1903 et 1907, elle peut être du romantisme ou de l'Art nouveau comme avec le château d'eau de Rauschen, lui construit entre 1900 et 1908, et qui est devenu symbole de la ville, et encore d'autres architectures. Parmi les sites les plus vieux de l'époque moderne se trouve le phare de Taran, construit sur le cap du même nom à l'extrême nord-ouest de la péninsule en 1846, octogonal avec ses briques rouges. Les églises sont monnaie courantes dans la région de Sambie, et ainsi dans l'okroug, avec par exemple l'église de Groß Kuhren (aujourd'hui Primorié), construite en 1913, l'église de la Mère de Dieu de Donskoï, et d'autres. Il y a des hôtels, tels que l'hôtel particulier Bade-Verwaltung de Georgenswalde, des statues comme celle réalisée sur la promenade de Svetlogorsk représentant une nymphe, et encore d'autres monuments, depuis le cadran solaire de la promenade jusqu'à la gare de Rauschen et son style d'époque.
Outre l'ensemble de ces monuments, la culture n'est pas en reste dans l'okroug urbain. L'on compte ainsi 4 salles de concerts, 2 cinémas dont un fixe et un cinéma en plein air, 2 parcs de loisirs/d'attractions/de divertissements. De plus, il y a 6 musées ou lieux d'expositions sur le territoire de l'okroug urbain. Les musées sont  le Centre d'exposition maritime du Musée de l'océan mondial ; la Maisonmusée du sculpteur Hermann Brachert ; le Musée de la roue de l'histoire et le Musée de la forêt.
L'okroug urbain, au travers de son administration, cherche à faciliter l'accès à ce patrimoine. C'est ainsi que l'okroug compte deux promenades sur le littoral, une à Svetlogorsk et une autre bien plus petite à Primorié. 12 parkings près de monuments importants se situent sur le territoire.
Depuis 2019, l'okroug a mis en œuvre une application mobile gratuite nommée « Guide to Svetlogorsk » afin d'aider à la découverte de la ville. Dans l'okroug, 3 bornes et 17 panneaux d'informations ont été placés, sans compter les nombreux plans.
En termes de sport, 3 pistes cyclables parcourent différents lieux du territoire. Mais il y a surtout 89 installations sportives, dont des terrains de football, des courts de tennis, des terrains de baskets, ainsi que des terrains pour la pratique d'autres sports.

### Héraldique
| Armoiries de l'okroug urbain de Svetlogorsk | Les armoiries de l'okroug urbain de Svetlogorsk se blasonnent ainsi : « Dans un champ écarlate et azur biseauté à gauche, une fine croix noire, grevée d'une croix béquille filiforme en argent, surmontée d'un bâton épiscopal en argent et, le long de la ligne biseautée, d'une épée nue à garde vers le haut ; surtout le soleil d'or. L'écu est surmonté de la couronne municipale du dessin établi. ». Cette armoirie fut approuvée par le conseil de raïon des députés no 5 du 11 février 2013 comme armoiries du raïon de Svetlogorsk, raïon étant devenu en 2018 l'okroug urbain de Svetlogorsk lors du changement administratif. Les armoiries sont couronnées d'une couronne à cinq branches en or, couronne symbole du statut municipal dans la fédération de Russie. Ce n'est pas vraiment de l'or qui est représenté ici, mais de l'ambre, symbole de l'oblast de Kaliningrad. Le bouclier reprend les armoiries historiques de Rauschen et celle de Primorié et Donskoï. Le soleil d'or est celui des armoiries de Donskoï, tandis la division diagonale est tirée des armoiries de Primorié. La fine croix nore chargée d'une croix de béquille, le bâton et l'épée sont des symboles de Rauschen et de son histoire. Le champ d'azur représente les eaux de la Baltique, tandis que la combinaison du rouge et de l'azur est l'unique coucher de soleil de la Baltique. Le soleil est lui le symbole de la tribu des Prussiens, qui avaient le soleil sur leur bouclier. Les rayons symbolisent le caractère touristique et de villégiature de la ville de Svetlogorsk. La division diagonale symbolise aussi la position de l'okroug, à la convergence des falaises et de la mer. La croix de diamant est un souvenir de l'époque de l'Ordre Teutonique, et en général la croix est un symbole du christianisme. L'épée représente la protection de la foi, et avec le bâton le pouvoir. Elles furent créées par un artiste nommé G.M. Lerman, avec l'aide d'un autre du nom de T.L. Glouchkova. |